# Ecsenius fourmanoiri
Ecsenius fourmanoiri är en fiskart som beskrevs av Springer 1972. Ecsenius fourmanoiri ingår i släktet Ecsenius och familjen Blenniidae. Inga underarter finns listade i Catalogue of Life.